# Ellen Segal Huvelle

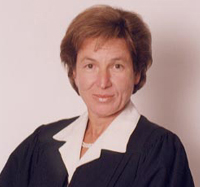
Ellen Segal Huvelle

Ellen Segal Huvelle (* 3. Juni 1948 in Boston, Massachusetts) ist eine US-amerikanische Juristin und Richterin, die unter anderem zwischen 1999 und 2014 Richterin am US-Bundesbezirksgericht für den District of Columbia (United States District Court for the District of Columbia) war.

## Leben
Ellen Segal Huvelle begann nach dem Schulbesuch zunächst ein grundständiges Studium am Wellesley College, welches sie 1970 mit einem Bachelor of Arts (B.A.) beendete. Ein darauf folgendes postgraduales Studium der Stadtplanung an der School of Architecture, der Fakultät für Architektur der Yale University, schloss sie 1972 mit einem Master in City Planning (M.C.P.) ab. Ein darauf folgendes Studium der Rechtswissenschaften an der Law School, der Juristischen Fakultät des Boston College, schloss sie 1975 mit einem Juris Doctor (J.D.) ab. Danach war sie von 1975 bis 1976 juristische Mitarbeiterin von Edward F. Hennessey, dem damaligen Präsident des Obersten Gerichtshofes des US-Bundesstaates Massachusetts (Massachusetts Supreme Judicial Court). Nach ihrer anwaltlichen Zulassung wechselte sie in die Anwaltskanzlei Williams & Connolly in Washington, D.C. und war dort zunächst von 1976 bis 1984 angestellte Rechtsanwältin sowie daraufhin zwischen 1984 und 1990 Partnerin der Kanzlei. 
1990 wurde Ellen Segal Huvelle, die auch Fellow der American Bar Association (ABA) ist, Richterin am Superior Court of the District of Columbia, dem Obergericht des Hauptstadtbezirks, und bekleidete dieses Amt bis 1999. Daneben unterrichtete sie zwischen 1997 und 1999 als Lektorin (Lecturer) an der Law School der University of Virginia. Am 25. März 1999 wurde sie von US-Präsident Bill Clinton als Nachfolgerin von John Garrett Penn als Richterin am US-Bundesbezirksgericht für den District of Columbia (United States District Court for the District of Columbia) nominiert. Nach der Bestätigung durch den US-Senat am 15. Oktober 1999 trat sie dieses Amt am 26. Oktober 1999 an. Am 3. Juni 2014 schied sie aus dem aktiven Richterdienst und trat in den sogenannten Senior Status, woraufhin Amit Mehta ihre Nachfolger als Richter am US-Bundesbezirksgericht antrat. Sie war ferner zwischen 2013 und 2020 Mitglied des US Judicial Panel on Multidistrict Litigation, eine 1968 gegründete besondere Einrichtung innerhalb des Bundesgerichtssystems der Vereinigten Staaten, die bezirksübergreifende Rechtsstreitigkeiten verwaltet. 2017 wurde ihr der American Inns of Court Professionalism Award for the DC Circuit verliehen.
Ellen Segal Huvelle ist mit dem Rechtsanwalt Jeffrey G. Huvelle verheiratet.